# 오쿠라 닛코 호텔 매니지먼트
오쿠라 닛코 호텔 매니지먼트(일본어: オークラ ニッコー ホテルマネジメント, 영어: Okura Nikko Hotel Management Co.,Ltd.)는 일본의 기업이다. 호텔 오쿠라 그룹의 호텔 체인을 운영하는 업체이다. 1970년 일본항공이 일본항공개발 주식회사(日本航空開発株式会社)라는 이름으로 설립하였다. 1996년, 일본항공개발 주식회사에서 주식회사 JAL 호텔스(JALホテルズ)로 상호를 변경하였다. 2010년 8월부터 호텔 오쿠라 그룹에 속하게 되었다. 2015년 10월에는 호텔 오쿠라 체인 운영 부문도 계승하였으며, 현 상호로 변경했다.

## 호텔 JAL 시티
1992년 12월부터 시작한 숙박 브랜드이다. JAL 국내선 취항지와 현청 소재지를 중심으로 전개하고 있으며, 일반 비즈니스 호텔보다 객실이 조금 넓으며, 레스토랑, 다수의 소규모 회의실, 비즈니스 센터를 갖추고 있다.

## 같이 보기
- 닛코 호텔스 인터내셔널